# Свинарка (Уманський район)
Свина́рка — село в Україні, в Уманському районі Черкаської області. У селі мешкає 300 осіб. Входить до складу Бабанської селищної громади.

## Географія
Через село тече річка Свинарка, ліва притока Ревухи.